# María Gaitán Valencia
María Claudia Gaitán Valencia (Bogotá, 19 de diciembre de 1964) es una arquitecta y política colombiana, tomó posesión en noviembre de 2022 como Directora del Centro Nacional de Memoria Histórica en el gobierno de Gustavo Petro.
Su nombre de nacimiento es María Claudia Valencia Gaitán, pero en abril de 2023 anunció que había cambiado legalmente su nombre a María Gaitán Valencia, invirtiendo el orden de sus apellidos como tributo a su abuelo Jorge Eliecer Gaitán y a los «gaitanistas».

## Biografía
Nacida en Bogotá, hija del economista Luis Emiro Valencia y de la política Gloria Gaitán, además es nieta del asesinado político liberal Jorge Eliécer Gaitán.
Es arquitecta de la Universidad de los Andes en Colombia y tiene varios posgrados en la Escuela de Altos Estudios de Ciencias Sociales en París y la Escuela de Arquitectura de Villemin en Francia además de Otros estudios de especialización en Artes Gráficas, Escenográficas y Visuales en Colombia, Estados Unidos, Francia e India.
Fue candidata al Concejo de Bogotá en 2011 y parte del equipo de la candidatura de Gustavo Petro para la alcaldía de Bogotá y nombrada en 2012 en la Secretaria de Hábitat de Bogotá.
Es esposa de Daniel García Peña, Alto Comisionado para la Paz en el gobierno de Ernesto Samper Pizano (1994-1998) y embajador en Estados Unidos del gobierno de Gustavo Petro.

## Obras
Documental ¡Gaitán sí! (1998).
Documental 9 de Abril 1948 (2001).